# مدافن دمشق
دفن في دمشق الكثير من الملوك والأمراء والقادة والعلماء والصحابة ورجال الدين والرسل والمبشرين والفقهاء والأدباء والشعراء، والكثير ممن صنعوا التاريخ عاشوا ودفنوا في دمشق من العصور القديمة وحتى العصر الإسلامي.
زاد الاهتمام بعظماء التاريخ في العصر الأيوبي وكان الاهتمام المتزايد بالمدافن لإظهارها والحق في المكان أو المدفن مسكن واستراحة كما انتشر بناء القبة في المدافن، وفي دراسة أعدها المختص بالآثار السورية أحمد فائز الحمصي تحمل عنوان العظماء الذين ماتوا ودفنوا في دمشق تناولت شخصيات تاريخية هامة عاشت ودفنت في هذه المدينة العريقة دمشق منذ الفتح العربي الإسلامي حتى آخر سلاطين العثمانيين.
وتأتي الدراسة على مشاهير الإسلام فتذكر 26 من الصحابة و 11 من التابعين و 55 من السلاطين والملوك والأمراء الأيوبيين 64 من ملوك وسلاطين وأمراء المماليك و 6 من أهل البيت وعشرة من خلفاء بني أمية و 12 من سلاطين وملوك السلاجقة والأتابكة وعدد كبير من الأعلام والمشاهير والفقهاء والشيوخ والعلماء وصولآ إلى الولاة العثمانيين.

## من الصحابة
- أبو الدرداء الخزرجي الانصاري توفي عام 562 م - مقبرة الباب الصغير
- قبر زوجة أبوالدرداء الخزرجي (ام الدرداء)
- أوس بن سعد الأنصاري توفي بدمشق عام 637 م.
- بلال بن رباح مؤذن رسول الله محمد، توفي بدمشق عن عمر 63 عاما ودفن في مقبرة الباب الصغير
- خالد بن سعد بن العاص أخو عمرو بن العاص دفن بدمشق القديمة بالقرب من باب شرقي
- ضرار بن الأزور وقبره معروف خارج السور بالقرب من باب شرقي
- خولة بنت الأزور دفنت بالقرب من باب توما في دمشق القديمة.[بحاجة لمصدر]
- مدرك بن زياد الفزاري دفن في منطقة الست (السيدة زينب)
- أبان بن سعد بن العاص استشهد ودفن بدمشق.
- حرملة بن الوليد بن المغيرة المخزومي أخو خالد بن الوليد دفن منطقة جوبر في دمشق
- أوس بن الأعور العامري مدفنة في السويقة في دمشق القديمة
- حبيب بن مسلمة
- سعيد بن زيد القرشي
- تميم الداري بن أوس
- دحية الكلبي.

وغيرهم عدد آخر من الصحابة.

## الخلفاء الأمويون
- يزيد بن أبي سفيان
- معاوية بن أبي سفيان بن حرب بن أمية 680 م - توفي وعمره 78 سنة - مقبرة الباب الصغير
- يزيد بن معاوية بن أبي سفيان - مقبرة الباب الصغير
- معاوية الثاني بن يزيد - مقبرة الباب الصغير
- مروان بن الحكم توفي عن عمر 63 سنة
- عبد الملك بن مروان توفي سنة 684 م
- الوليد بن عبد الملك توفي سنة 714 م
- يزيد بن عبد الملك توفي سنة 723 م
- هشام بن عبد الملك توفي وعمرة 55 سنة، عام 742 م
- الوليد بن يزيد
- يزيد بن الوليد

## الملوك والسلاطين
أعداد كبيرة من الملوك والسلاطين المدفونين في دمشق منهم :
- السلطان صلاح الدين الأيوبي الناصر صلاح الدين أبو المظفر بن الأمير نجم الدين أيوب سنة 1193 م ودفن في المدرسة العزيزية - دمشق القديمة.
- كافور شبل الدولة أحد الأمراء الأيوبيين.
- الملك الظاهر بيبرس.